# دانشگاه ایالتی کالیفرنیا (لانگ بیچ)
دانشگاه ایالتی کالیفرنیا در لانگ بیچ (به انگلیسی: California State University, Long Beach) تأسیس ۱۹۴۹، از دانشگاه‌های ایالتی آمریکا به حساب می‌آید. این دانشگاه در شهر لانگ بیچ از ایالت کالیفرنیا واقع است.
این دانشگاه یکی از شعبات دانشگاه ایالتی کالیفرنیا است.

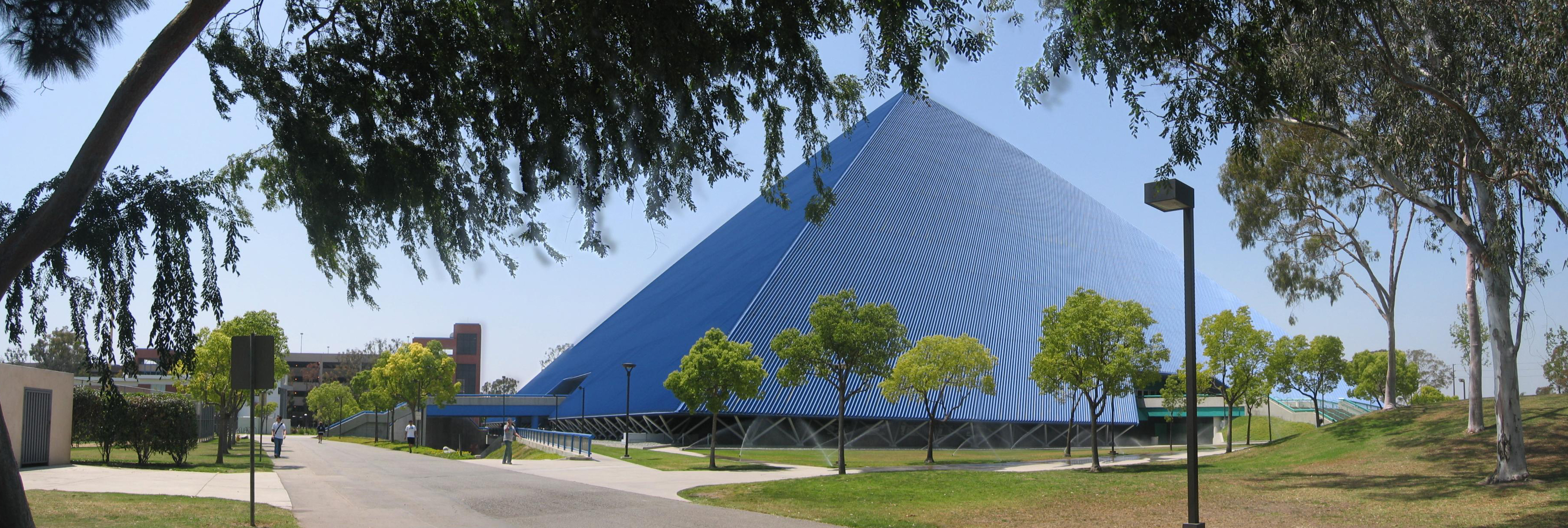
هرم آبی در دانشگاه لانگ بیچ